# Galeria da Queimada
A Galeria da Queimada é uma gruta portuguesa localizada na freguesia dos Biscoitos, concelho da Praia da Vitória, ilha Terceira, arquipélago dos Açores.
Esta cavidade apresenta uma geomorfologia de origem vulcânica em forma de tubo de lava localizado em planalto. Apresenta um comprimento de 639.9 m. por uma largura máxima de 10.9 m. e uma altura também máxima de 2.5 m.